# Голубой Залив
Голубо́й Зали́в (до 1945 года — Лиме́на; укр. Голуба Затока, крымскотат. Limena, Лимена) — посёлок городского типа / посёлок на южном берегу Крыма. Входит в городской округ Ялта Республики Крым (согласно административно-территориальному делению России; согласно административно-территориальному делению Украины — в состав Симеизского поссовета Ялтинского городского совета Автономной Республики Крым).
Находится в 2,2 км к северо-западу от пгт Симеиз. Имеет автобусную связь с Симеизом, через посёлок проходит автодорога 35К-022 Старое Севастопольское шоссе, у нижней окраины — автотрасса 35К-002 Севастополь — Ялта. Расположен в живописном горном амфитеатре, образованном долиной реки Лименка и грядой Ай-Петринской яйлы.

## Название
Историческое название посёлка Лимена в переводе с греческого (греч. λιμένας) означает «гавань».

## Современное состояние
На 2020 год в Голубом Заливе числится 11 улиц, 1 переулок и Севастопольское Шоссе; на 2009 год, по данным поссовета, село занимало площадь 122,4 гектара на которой проживало 419 человек. Голубой Залив связан автобусным сообщением с Ялтой и соседними населёнными пунктами. В посёлке действуют клуб, библиотека-филиал № 5, ФАП, стационар ялтинского психо-неврологического диспансера.

## История
Достоверных упоминаний о Лименах времён генуэзского владычества пока не обнаружено, впервые в исторических документах встречается в материалах переписей Кефинского санджака 1520 года, как Лимена Мангупского кадылыка, приписанное к Инкирману, в котором числилось 2 мусульманских семьи и 1 не платящий налоги мусульманин, а также 26 христианских (немусльманских) семей, из которых в 4 отсутствовал (умер) мужчина-кормилец. К 1542 году Лимену переподчинили Балыклагу. Было переписано 6 мусульманских семей и 1 неженатый взрослый мужчина; христианских семей 20 (2 «овдовевших») и 2 взрослых холостых мужчин. По налоговым ведомостям 1634 года в селении числилось 2 двора немусульман. Жители 12 дворов недавно выселились: в Кучук-Мускомйа — 8, в Ласпи и Йалта — по 2 двора. Документальное упоминание селения встречается в «Османском реестре земельных владений Южного Крыма 1680-х годов», согласно которому в 1686 году (1097 год хиджры) Лимане входил в Мангупский кадылык эялета Кефе. Всего упомянуто 23 землевладельца, все мусульмане, владевших 221,5 дёнюмами земли. После обретения ханством независимости по Кючук-Кайнарджийскому мирному договору 1774 года «повелительным актом» Шагин-Гирея 1775 года селение было включено в Крымское ханство в состав Бакчи-сарайского каймаканства Мангупскаго кадылыка, что зафиксировано (как Эль Мана) и в Камеральном Описании Крыма… 1784 года.
После присоединения Крыма к России (8) 19 апреля 1783 года, (8) 19 февраля 1784 года, именным указом Екатерины II сенату, на территории бывшего Крымского Ханства была образована Таврическая область и деревня была приписана к Симферопольскому уезду. Перед Русско-турецкой войной 1787—1791 годов производилось выселение крымских татар из прибрежных селений во внутренние районы полуострова. В конце 1787 года из Лимен были выведены все жители — 124 души. В конце войны, 14 августа 1791 года всем было разрешено вернуться на место прежнего жительства. После Павловских реформ, с 1796 по 1802 год, входила в Акмечетский уезд Новороссийской губернии. По новому административному делению, после создания 8 (20) октября 1802 года Таврической губернии, Лимены был включён в состав Махульдурской волости Симферопольского уезда.
По Ведомости о всех селениях в Симферопольском уезде состоящих с показанием в которой волости сколько числом дворов и душ… от 9 октября 1805 года, в деревне Лимена числилось 17 дворов и 113 жителей, исключительно крымских татар. На военно-топографической карте генерал-майора Мухина 1817 года деревня Лемена обозначена с 18 дворами.

С 1824 года большая часть лименских земель (более 500 десятин) в урочище Ускульи-Эрлер — «Льняные земли» —вероятно, когда-то местные жители выращивали здесь лён принадлежала полковнику Корпуса инженеров путей сообщения Петру Васильевичу Шипилову, руководившему строительством первой шоссейной дороги на Южном берегу Крыма. Обустраивая имение, полковник привлёк подчинённые ему сапёрные части для строительства подъезда к своим владениям: придерживаясь древней тропы был проложен серпантин дороги к будущему Севастопольскому шоссе (сейчас Голубая и Ароматная улицы Голубого Залива).
После реформы волостного деления 1829 года Лимень, согласно «Ведомости о казённых волостях Таврической губернии 1829 года», передали в состав Алуштинской волости, а, после образования в 1838 году Ялтинского уезда, деревню передали в состав Алуштинской волости. На карте 1836 года в деревне 28 дворов, как и на карте 1842 года.

В восточной части села, в районе современного психоневрологического отделения горбольницы № 1 Ялты, после распродажи вдовой первого владельца Лимен П. В. Шипилова Варварой Петровной большей половины земель, у источника Ай-Ян, или Ай-Ян Чешме (Иоанна Предтечи), образовалось имение служащего греческого балаклавского батальона Фарандаки, впоследствии — дача В. В. Македонской. В настоящее время, частично, территория психоневрологического отделения горбольницы № 1 Ялты.
По итогам земской реформы Александра II 1860-х годов деревня была приписана к Дерекойской волости. Василий Христофорович Кондараки в I томе труда «Универсальное описание Крыма» ссобщает, что в 1860 году лименские татары, собираясь выехать в Турцию, распродали всё имущество и дома, но «получив неприятные сведения о положении эмигрировавших раньше их, остановилась до более благоприятного времени». Со временем деньги закончились, а вскоре и дальнейший выезд татар был запрещён и, поскольку жилищ у них уже не было, они вынуждены были жить в наёмных домах. Видимо ввиду такой демографической коллизии, согласно «Списку населённых мест Таврической губернии по сведениям 1864 года», составленному по результатам VIII ревизии 1864 года, Лимена — всего лишь владельческая дача с 10 дворами и 16 жителями при колодцах. На трёхверстовой карте Шуберта 1865—1876 года в деревне обозначено 40 дворов. На 1886 год в деревне Лимен при речке Сучи-Хон Бурлак, согласно справочнику «Волости и важнѣйшія селенія Европейской Россіи», проживало 20 человек в 3 домохозяйствах, действовала мечеть. Согласно «Памятной книге Таврической губернии 1889 года», по результатам Х ревизии 1887 года, в деревне Лимены числилось 34 двора и 168 жителей. На верстовой карте 1890 года в деревне обозначено 24 двора с татарским населением.
После земской реформы 1890-х годов, которая в Ялтинском уезде прошла после 1892 года деревня осталась в составе преобразованной Дерекойской волости. По «…Памятной книжке Таврической губернии на 1892 год» в деревне Лимена, входившей в Кекенеизское сельское общество, числилось 388 жителей в 54 домохозяйствах. По «…Памятной книжке Таврической губернии на 1902 год» в деревнях Кекенеиз, Кучук-Кой и Лимены, составлявших Кекенеизское сельское общество, вместе числилось 830 жителей в 88 домохозяйствах. В 1903 году крымским «Обществом борьбы с туберкулезом» было выкуплено небольшое имение на западном склоне горы Кошка и, с помощью небольшой правительственной субсидии в 1905 году в верхней части Лимен была открыта «Лименская санатория в память А. П. Чехова» для больных туберкулёзом на 22 места. В путеводителе Григория Москвича 1911 года также описаны три Лимены — верхняя, средняя и нижняя. Говорится о развалинах греческое церкви с вытекающим из под ней источником в средних Лименах возле шоссе в местности Ай-Ян (дача Агеевых, бывшая Фондараки). Пассажирское сообщение в те годы осуществлялось местными жителями-татарами на линейках и фаэтонах. Проезд в Ялту и обратно обходился в 4 рубля 50 копеек, то же самое в Алупку — 2,5 рубля. По Статистическому справочнику Таврической губернии. Ч.II-я. Статистический очерк, выпуск восьмой Ялтинский уезд, 1915 год, в деревне Лимены Дерекойской волости Ялтинского уезда, числилось 80 дворов (53 двора с землёй, 27 — безземельные) с татарским населением в количестве 190 человек приписных жителей и 133 — «посторонних», из которых 178 мужчин и 145 женщин. Жители владели 463 десятинами удобной земли. В хозяйствах имелось 53 лошади, 34 вола, 75 коров и 86 голов овец, свиней, или коз. Также при деревне Лимена, помимо выше упомянутого поместья Филибера, числились имения Н. С. Тарновского площадью 20,93 десятин и «Ак-Таш» Бабякинского — 33,22 десятины; дачи В. П, Македонской «Ай-Яни» (7,56 десятин), А. Л. Наумцева «Ворухта» (1,51 десятина) и В. Н. Гестендорфа площадью 21,35 десятины. «Севастопольское общество борьбы с туберкулезом» владело 15,78 десятинами.

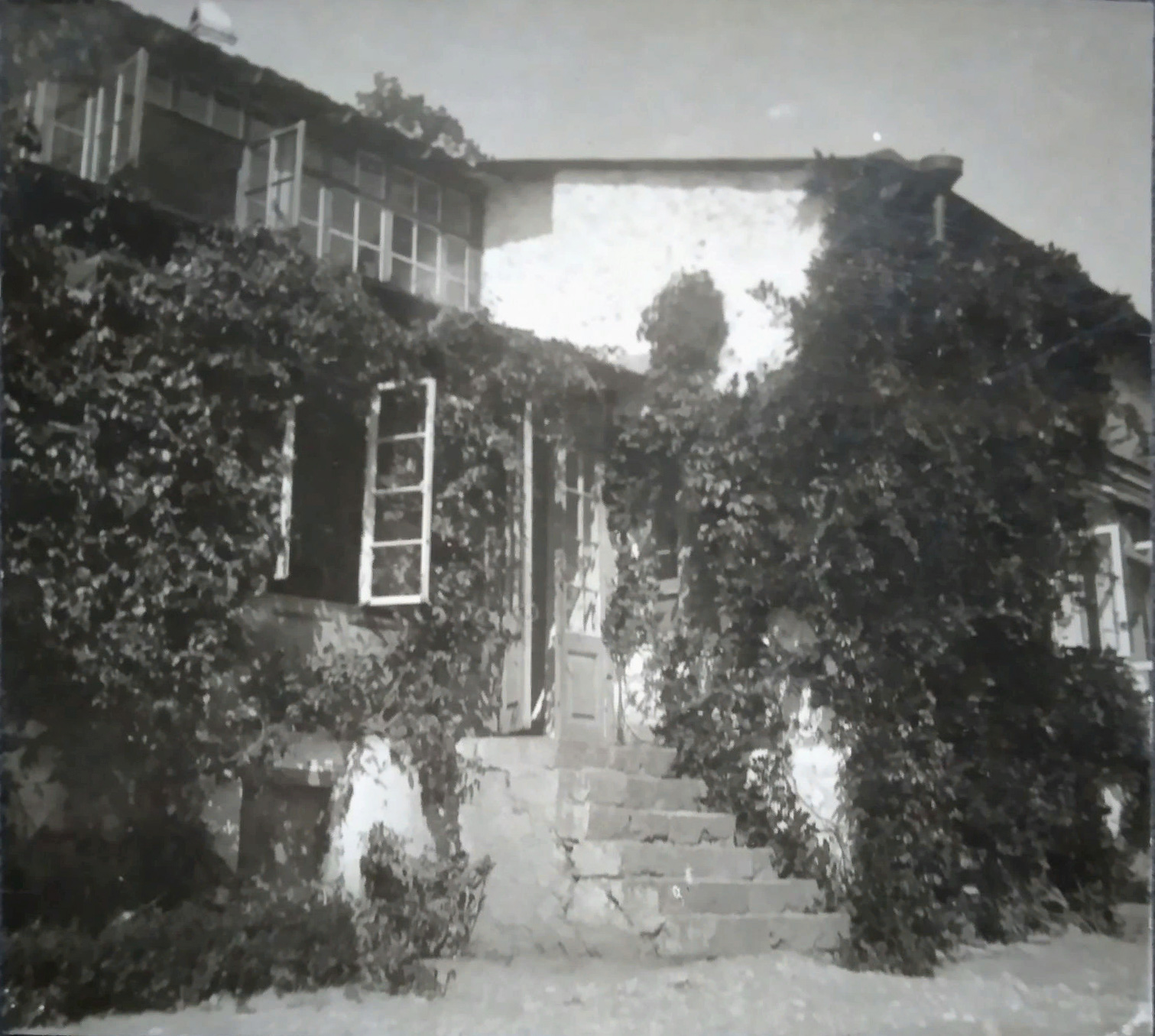
Лименская санатория, 1905 г.

После установления в Крыму Советской власти, по постановлению Крымревкома от 8 января 1921 года была упразднена волостная система и село подчинили Ялтинскому району Ялтинского уезда. В 1922 году уезды получили название округов. Согласно Списку населённых пунктов Крымской АССР по Всесоюзной переписи 17 декабря 1926 года, в селе Лимены, Симеизского сельсовета Ялтинского района, числилось 57 дворов, из них 56 крестьянских, население составляло 267 человек, из них 241 крымский татарин, 14 русских, 12 украинцев, действовала татарская школа I ступени. Во время землетрясения 1927 года в деревне, выше шоссе, некоторые дома были полностью разрушены, в других образовались сквозные трещины, обвалились углы, потрескались перемычки. По данным всесоюзная перепись населения 1939 года в селе проживало 312 человек, к 1940 году село — центр Лименского сельсовета.
В 1944 году, после освобождения Крыма от нацистов, согласно постановлению ГКО № 5859 от 11 мая 1944 года, 18 мая крымские татары были депортированы в Среднюю Азию: на 15 мая 1944 года подлежало выселению 126 семей татар: всего 285 жителей, из них мужчин — 56, женщин 105, детей — 124 человека (было принято на учёт 49 домов спецпереселенцев). 12 августа 1944 года было принято постановление № ГОКО-6372с «О переселении колхозников в районы Крыма», по которому из Ростовской области РСФСР в район переселялись 3000 семей колхозников, а в начале 1950-х годов последовала вторая волна переселенцев из различных областей Украины. Указом Президиума Верховного Совета РСФСР от 21 августа 1945 года Лимены были переименованы в Голубой Залив и Лименский сельсовет — в Голубозаливский. С 25 июня 1946 года селение в составе Крымской области РСФСР, а 26 апреля 1954 года Крымская область была передана из состава РСФСР в состав УССР. Время упразднения сельсовета и включения в Оползневский пока не установлено: на 15 июня 1960 года село уже числилось в составе. На 1 января 1968 года Голубой Залив уже в составе Симеизского. Статус пгт присвоен в 1971 году. По данным переписи 1989 года в селе проживало 480 человек. С 12 февраля 1991 года селение в составе восстановленной Крымской АССР, 26 февраля 1992 года переименованной в Автономную Республику Крым. С 21 марта 2014 года аннексирован Россией, с 5 июня 2014 года — в городском округе Ялта.

## Население
| 1805 | 1926 | 1939 | 1979 | 1989 | 2001 | 2009 |
| ---- | ---- | ---- | ---- | ---- | ---- | ---- |
| 113  | ↗267 | ↗332 | ↗615 | ↘480 | ↘419 | ↘406 |
| 2010 | 2011 | 2012 | 2013 | 2014 | 2016 |      |
| ↗421 | ↗441 | ↘438 | ↗448 | ↗615 | ↗625 |      |

Национальный состав
1805 год — все крымские татары.
1926 год. 267 чел. — 241 крымский татарин, 14 русских, 12 украинцев.
На 2016 г. в Голубом заливе проживают 625 человек.
Всеукраинская перепись 2001 года показала следующее распределение по носителям языка
| Язык             | Процент |
| ---------------- | ------- |
| русский          | 83,75   |
| крымскотатарский | 7,99    |
| украинский       | 7,16    |
| другие           | 0,83    |